# Kinder ohne Liebe
Kinder ohne Liebe (Untertitel Kinderkrippen in der Kritik) ist ein tschechoslowakischer Film von Marie Damborska und Zdeněk Matějček aus dem Jahr 1963. Regie führte Kurt Goldberger. Der Film thematisiert die negativen Folgen der Unterbringung von Säuglingen und Kindern in Kinderkrippen oder Heimen.

## Inhalt
Der Film beginnt mit den Worten: „Was ein kleines Kind am Nötigsten braucht, ist die intensive und dauerhafte Gefühlsbindung zur Mutter. Wird dieser Kontakt unterbrochen und erhält das Kind keine Ersatzperson, zu der es ähnliche Beziehungen aufnehmen kann, so stellen sich seelische Schädigungen ein.“
Gezeigt werden kontrastierende Darstellungen von Säuglingen und Kindern, die in einer Familie bzw. in einer Kinderkrippe oder in einem Heim aufwachsen. Die Geborgenheit und Liebe, die ein Kind in der Familie erfährt, gibt dem Kind Sicherheit, Vertrauen und Zuversicht. So wird beispielsweise im Kontrast dazu ein vierjähriges Mädchen gezeigt, das sich im Wartezimmer eines Arztes aufhält, da es gleich geimpft werden soll; der Mangel an sichtbaren Reaktionen des Kindes kann als stummes Zeichen von Disstress interpretiert werden.
Daneben werden immer wieder Szenen von Kindern eingeblendet, die von Pflegepersonal und Kindergärtnerinnen zwar versorgt werden, aber keine echte Liebe und Zuneigung erhalten.

## Produktion
Ein Film von Kurt Goldberger, Produktion: Kratky-Film Prag, 1963, gedreht in Schwarz-Weiß.
In der deutschen Fassung wurde der Film um die Hälfte auf 22 Minuten gekürzt, die deutsche Kurzfassung wurde vom Institut für Film und Bild in München herausgegeben.
Kinder ohne Liebe wurde von der Drei Linden Filmproduktion 2008 auf DVD herausgegeben.

## Hintergrund
Der Film  entstand auf Anregung der damaligen Machthaber in der kommunistischen Tschechoslowakei. Der tschechische Kinderpsychologe Zdeněk Matějček hatte den Auftrag erhalten, einen Film über die Unterbringung von Säuglingen und Kindern in Kinderkrippen und Heimen zu drehen. Die tschechoslowakische Regierung erhoffte sich eine positive Darstellung, denn die damalige Politik sah vor, dass Frauen berufstätig und Kinder währenddessen tagsüber in Heimen untergebracht waren.
Matějčeks Forschungen über psychischen Hospitalismus und Deprivationssyndrom bei Säuglingen und Kindern waren in der kommunistischen Tschechoslowakei unerwünscht; der Film wurde verboten; eine illegale Kopie des Filmes konnte aus dem Land heraus- und in den Westen geschmuggelt werden. Der Film wurde auf dem Filmfestival in Venedig 1963 gezeigt und erhielt mehrere Auszeichnungen.

## Quelle
- Bericht zum Film Kinder ohne Liebe mit Dr. Zdeněk Matějček im Interview